# 2922 Dikanʹka
2922 Dikanʹka (1976 GY1) là một tiểu hành tinh vành đai chính được phát hiện ngày 1 tháng 4 năm 1976 bởi Chernykh, N. ở Nauchnyj.